# Molandier
Molandier är en kommun i departementet Aude i regionen Occitanien  i södra Frankrike. Kommunen ligger  i kantonen Belpech som ligger i arrondissementet Carcassonne. År 2022 hade Molandier 251 invånare.

## Befolkningsutveckling
Antalet invånare i kommunen Molandier
Referens: INSEE